# Carlo Alberto Bosi
Carlo Alberto Bosi (Firenze, 1813 – Firenze, 1886) è stato un poeta e patriota italiano.
Scrisse il celebre brano risorgimentale Addio mia bella addio.

## Biografia
Avvocato di professione, Bosi fu tra i primi alti funzionari del Regno d'Italia nato nel 1861; fu infatti a lungo prefetto del Regno.
Sin da giovane fu mosso da spirito patriottico. Nel 1848, alcune settimane prima di partire volontario per la battaglia di Curtatone, scrisse a Pisa, nel palazzo Studiati sul lungarno Gambacorti, il testo di Addio mia bella addio, accompagnato al pianoforte da Caterina Castinelli. Per Bosi non era una novità comporre testi poetici di ispirazione patriottica, sebbene fino ad allora le sue opere non avessero mai riscontrato particolari apprezzamenti. Il canto venne poi ripreso, con enorme successo, dai volontari in partenza per la guerra di indipendenza, cui partecipò lo stesso Bosi con il soprannome di "Cicoria".
Nel 1859 pubblicò una raccolta di versi dal titolo Versi e canti popolari d'un ﬁorentino, in cui inserì non solo Addio mia bella addio ma anche altri testi poetici scritti negli anni precedenti sotto lo pseudonimo "Basocrilo Fiorentino". Proprio per la sua vocazione poetica, Bosi venne soprannominato dai colleghi il "prefetto poeta".
Nel 1849 fu nominato consigliere del governo provvisorio toscano guidato da Giuseppe Mazzoni, Francesco Domenico Guerrazzi e Giuseppe Montanelli. Dopo l'Unità d'Italia fu prefetto in varie città del Regno (nell'ordine: Macerata, Agrigento, Porto Maurizio, Lecce, L'Aquila, Rovigo e Grosseto).